# Хосе Андраде
Хосе Андраде (на испански: José Andrade) е уругвайски футболист, полузащитник.

## Биография
Хосе Андраде е роден през 1901 г. в град Салто. Майка му е аржентинка. Бащата, който най-вероятно е Хосе Игнасио Андраде, е включен в акта за раждане само като свидетел. По времето на раждането му, Хосе Игнасио, експерт по африканска магия, вече е на 98 години и емигрира от Бразилия във времето, когато робството процъфтява там.
В ранна възраст Хосе се премества в квартал Палермо на Монтевидео и е отгледан от леля си. Преди въвеждането на професионализма във футбола, той работи като музикант по карнавали, където свири на барабани, цигулка и тамур, както и чистач на обувки и продавач на вестници.
Андраде с виртуозната си игра и техниката да управлява топката, покорява европейската публика на Олимпиадата през 1924 г. в Париж. Френската преса му дава прякорите „Черно чудо“, „Черната перла“, както и „Футболният музикант“. През 1928 г. той печели втори път с олимпийския отбор на европейска земя, в Амстердам.
Андраде играе на позицията на крайния полузащитник. Преди победоносното Световно първенство през 1930 г. получава тежко нараняване, което почти довежда до края на кариерата му, но успява да се възстанови навреме и взима участие в турнира.
След въвеждането на професионализма, той вече не е на футболните стандарти и в състояние да се адаптира към новите изисквания, а през 1937 г., след като сменя няколко клуба, завършва кариерата си.
През 1950 г. Хосе Андраде е поканен за почетен гост на Световното първенство в Бразилия. Неговият племенник - Виктор Родригес Андраде става световен шампион в този турнир и е един от лидерите в състава на Уругвай.
През 1956 г. журналистът от Западна Германия Фриц Хаке търси Андраде цели 6 дни и накрая го открива. Той живее в малък апартамент в бедната част на Монтевидео и страда от алкохолизъм, като дори не е в състояние да отговаря на въпросите му. Хосе Андраде умира от туберкулоза година по-късно в приюта за бедни „Пинейро дел Кампо“.

## Отличия

### Отборни
Насионал Монтевидео
- Примера дивисион де Уругвай: 1924

Пенярол
- Примера дивисион де Уругвай: 1932, 1935

### Международни
Уругвай
- Световно първенство по футбол: 1930
- Олимпийски игри златен медал: 1924, 1928
- Копа Америка: 1923, 1924, 1926